# Link Tour Holdings

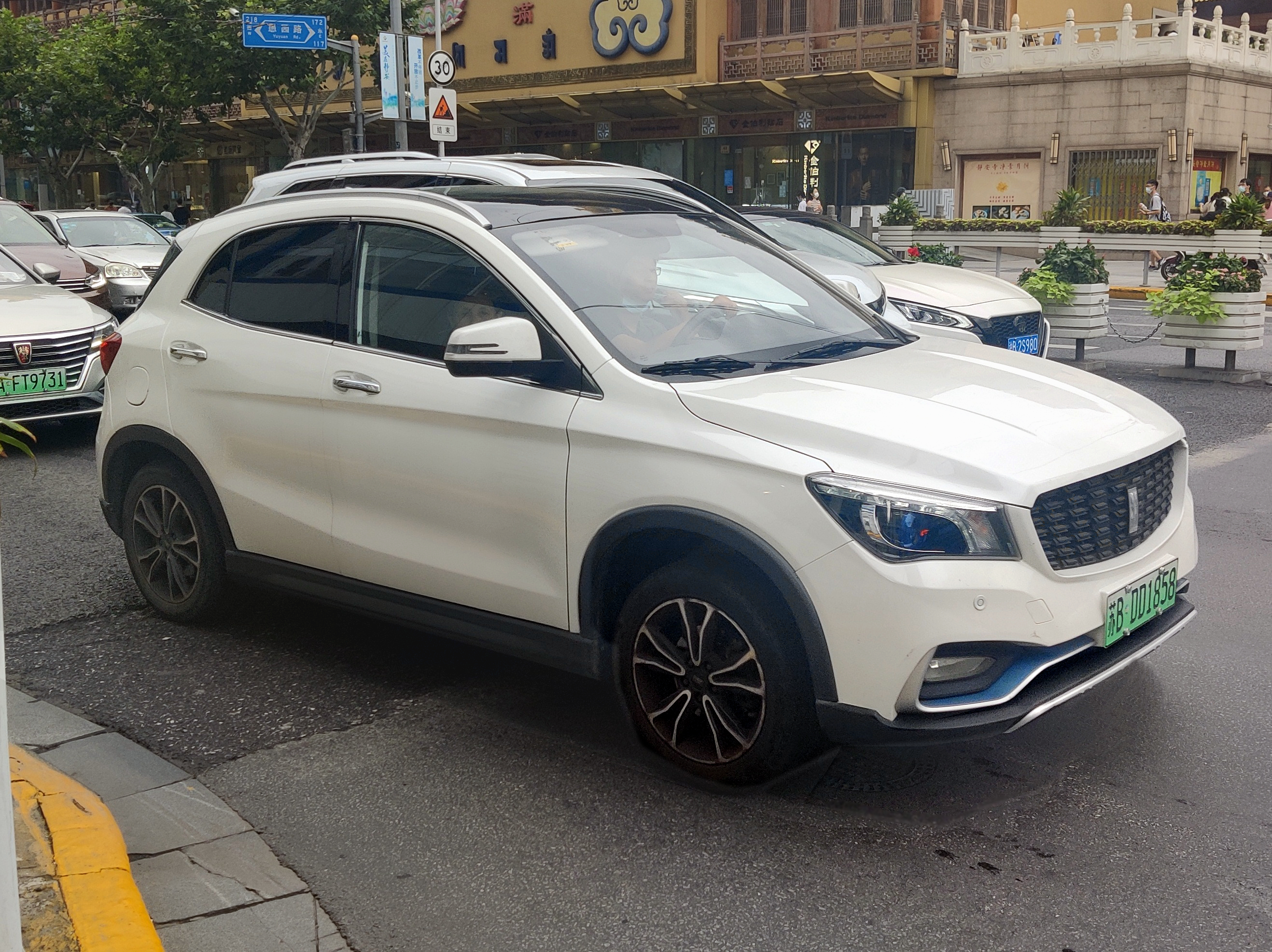
Link Tour K-One

Link Tour Holdings war ein Hersteller von Automobilen aus der Volksrepublik China.

## Unternehmensgeschichte
Das Unternehmen wurde 2018 in Baoding in der Provinz Hebei gegründet. Es war ein Gemeinschaftsunternehmen von Great Wall Motor und Hebei Yujie Vehicle Industry. Ein neues Werk wurde in Wuxi gebaut. Am 19. September 2018 fand die Vorstellung statt. Die Serienproduktion sollte im Oktober 2018 beginnen und die Markteinführung im November 2018. Der Markenname lautete Link Tour.
Die Zulassungszahlen in China blieben gering. 2018 wurden einer Quelle zufolge 710 Fahrzeuge zugelassen und im Folgejahr 485. Eine andere Quelle nennt 862 Fahrzeuge für September 2018, 671 Fahrzeuge für Dezember 2018 (1533 Fahrzeuge 2018 insgesamt) und weitere 485 Fahrzeuge im Januar 2019. 2019 endete die Produktion.
Das Werk in Wuxi wurde verkauft. Im Juli 2020 stieß Great Wall Motor seine Anteile ab. Im Januar 2021 folgte der Konkurs.
Der Markenname Ling Tour wurde später von Lingtu Automobile, einer Umbenennung von Hebei Yujie Vehicle Industry, wieder verwendet.

## Fahrzeuge
Geplant waren zwei Modelle auf einer kleinen Plattform und drei Modelle auf einer größeren Plattform. Gemeinsamkeit war der Antrieb durch einen Elektromotor.
Das erste Modell war 2018 der K-One, ein kleines SUV. Es war nur von Dezember 2018 bis Januar 2019 auf dem Markt. 
Die anderen Modelle BX100, C3, C5 und S5 City Edition sollten 2019 eingeführt werden, kamen aber nicht mehr auf den Markt.
Einer Quelle zufolge wollte Great Wall Motor diese Modelle preislich unterhalb der eigenen Marke Ora anbieten.